# ICD-10 챕터 VII: 눈과 부속기의 질병
ICD-10 목록의 7번째 챕터이다. H00~H59까지에 해당되며, 눈과 그 부속기의 질병(Diseases of the eye, adnexa)에 관한 것이다.

## H00–H59 – 눈과 부속기의 질병

### (H00-H06) 눈꺼풀, 눈물기관, 안와의 질환
- H00 맥립종 및 산립종
  - H00.0 맥립종 및 눈꺼풀의 심부 염증
  - H00.1 산립종
- H01 눈꺼풀의 기타 염증
  - H01.0 안검염
  - H01.1 눈꺼풀의 비감염성 피부염
- H02 눈꺼풀의 기타 질환
  - H02.0 안검내반 및 눈썹 난생증
  - H02.1 안검외반
  - H02.2 토안
  - H02.3 안검이완
  - H02.4 안검하수
  - H02.5 기타 눈꺼풀 기능에 영향을 끼치는 질환
    - 실눈증(Blepharophimosis)

  - H02.6 황색판종
  - H02.7 기타 눈꺼풀 및 눈 주위의 질환
- H04 눈물기관의 질환
- H04.0 누선염
- H04.1 눈물샘의 기타 질환
- H04.2 유루증
- H04.3 눈물길의 급성 및 상세불명의 염증
- H04.4 눈물길의 만성 염증
- H04.5 눈물길의 협착 및 부전
- H04.6 눈물길의 기타 변화
- H05 안와의 질환
  - H05.2 안구돌출증
  - H05.4 안구함몰

## (H10-H13) 결막의 질환
- H10 결막염
- H11 결막의 기타 질환
  - H11.0 익상편
  - H11.3 결막의 출혈
    - 결막하 출혈

## (H15-H19) 공막 및 각막의 질환
- H15 공막의 질환
- H15.0 공막염
- H15.1 상공막염
- H16 각막염
- H17 각막의 흉터 및 혼탁
- H18 기타 각막의 질환

## (H20–H22) 홍채 및 섬모체의 질환
- H20 홍채섬모체염
  - H20.1 급성 및 아급성 홍채섬모체염
    - 앞포도막염
    - 섬모체염
    - 홍채염
- H21 홍채 및 섬모체의 기타 질환
  - H21.0 전방출혈

## (H25-H28) 수정체의 질환
- H25 노인성 백내장
- H26 기타 백내장
- H27 수정체의 기타 질환
  - H27.0 무수정체
  - H27.1 수정체의 전위

## (H30-H36) 망막 및 맥락막의 질환
- H30 맥락망막의 염증
- H31 기타 맥락막의 질환
- H34 망막 혈관 폐쇄
- H35 기타 망막의 질환

## (H40-H42) 녹내장
- H40 녹내장
  - H40.0 녹내장의증
    - 고안압

## (H43-H45) 유리체 및 안구의 질환
- H43 유리체의 질환
- H44 안구의 질환

## (H49-H52) 안근, 양안의 운동, 조절, 굴절의 질환
- H49 마비성 사시
- H50 기타 사시
- H51 양안운동의 기타 질환
- H52 양안조절 및 굴절의 기타 질환

## 상위 항목
- ICD-10